# Palmerella nigra
Palmerella nigra là một loài tò vò trong họ Ichneumonidae.